# レイクスチアリーダーズ

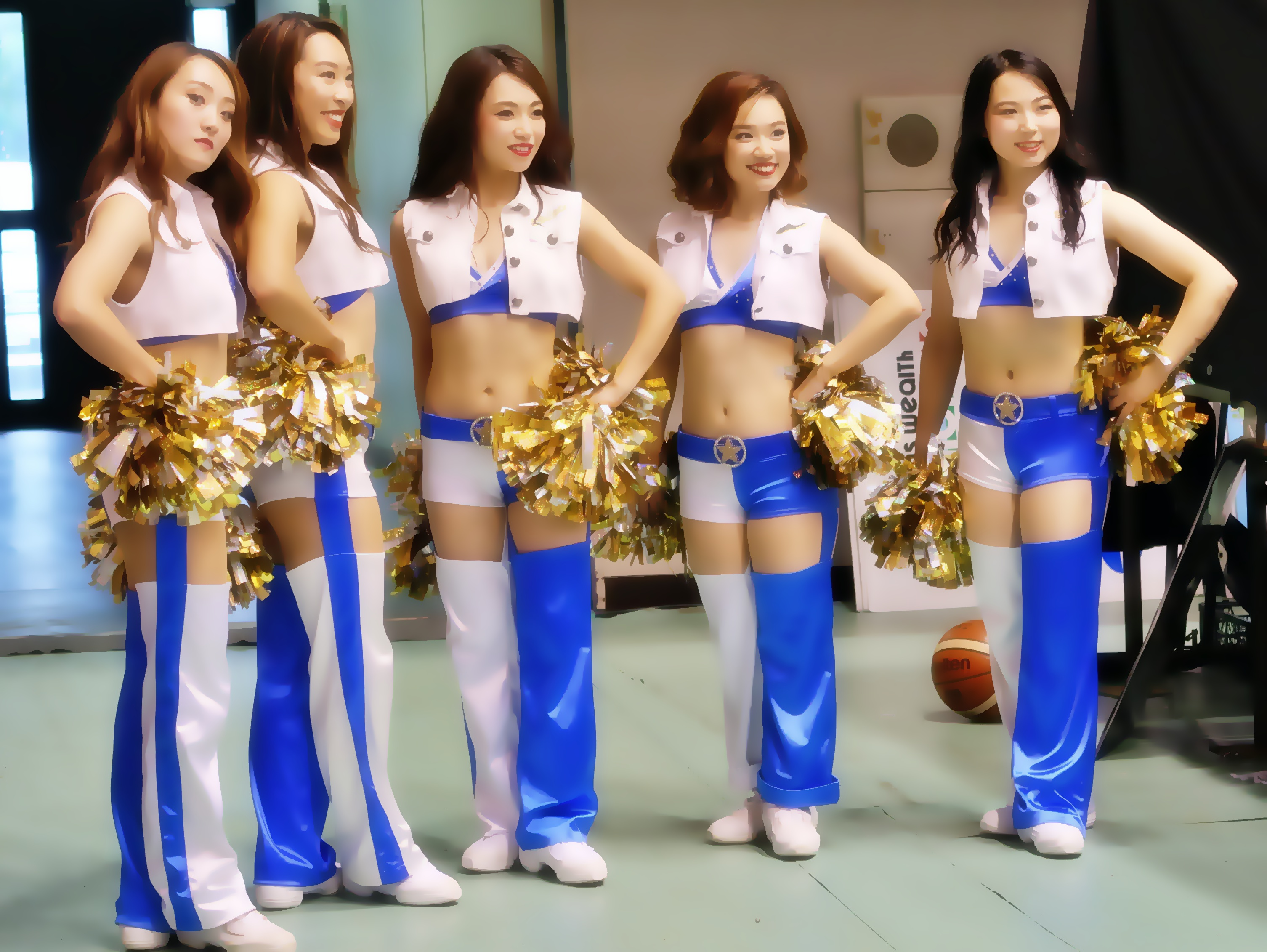
レイクスチアリーダーズ（2020年10月）

レイクスチアリーダーズは、プロバスケットボールBリーグ・滋賀レイクスターズのチアリーディングチームである。

## 概要
レイクスターズのbjリーグ参戦に合わせて2008年結成。
NBAなどで活躍した川中尚子をディレクター、NFLのダラス・カウボーイズなどで活躍した檀上欣子をスーパーバイザーに迎えて始動。2020年現在のキャプテンは2012年シーズンから在籍しているRumi（既婚者で一児の母）。
bjリーグ 2008-09「ベストパフォーマー賞西地区代表」に選ばれた。